# Commonplace
Albums de Every Little Thing
Many Pieces
(19 mars 2003) Crispy Park
(9 août 2006)
Singles
1. Fundamental Love
Sortie : 30 juillet 2003
2. Mata Ashita
Sortie : 12 novembre 2003
3. Soraai
Sortie : 25 février 2004

Commonplace (titré commonplace) est le sixième album original d'Every Little Thing.

## Présentation
L'album sort le 10 mars 2004 au Japon sur le label Avex Trax, un an après le précédent album original du groupe, Many Pieces (entre-temps est sortie sa compilation Every Best Single 2). Il atteint la première place du classement des ventes de l'Oricon, et reste classé pendant quinze semaines. Il est alors l'album studio le moins vendu du groupe. Il sort aussi dans une édition limitée incluant un DVD en supplément.
L'album contient dix chansons, écrites par la chanteuse, Kaori Mochida, et composées par divers auteurs extérieurs au groupe ; il contient aussi un interlude instrumental composé par Ichiro Ito, et un titre supplémentaire caché à la fin de la dernière piste (Sleepy Time Dog). Cinq d'entre elles étaient déjà parues sur les trois singles sortis depuis le précédent album : Fundamental Love, Mata Ashita (incluant aussi les chansons Shiawase no Fûkei et Ichinichi no Hajimari ni...), et Soraai sorti deux semaines avant l'album. Une des nouvelles chansons de l'album, Samidare, figurera aussi avec trois des chansons de singles sur la compilation de ballades du groupe 14 Message: Every Ballad Songs 2 qui sortira trois ans plus tard. Une autre, Water(s), sera aussi reprise en version acoustique sur son album de reprises Acoustic : Latte qui sortira l'année suivante, de même que Shiawase no Fûkei.

## Liste des titres
Toutes les paroles sont écrites par Kaori Mochida.
| CD    | CD                                                            | CD                                            | CD    | CD | CD | CD | CD | CD | CD |
| No    | Titre                                                         | Musique / Arrangements                        | Durée |    |    |    |    |    |    |
| ----- | ------------------------------------------------------------- | --------------------------------------------- | ----- | -- | -- | -- | -- | -- | -- |
| 1.    | Soraai (ソラアイ) (26e single)                                | Hikari / Ichiro Ito, Hikari                   | 5:11  |    |    |    |    |    |    |
| 2.    | Fundamental Love (ファンダメンタル・ラブ) (24e single)        | Tasuku / Ichiro Ito, Tasuku,                  | 4:18  |    |    |    |    |    |    |
| 3.    | Water(s) (water(s))                                           | Daichi Hayakawa / Akira Murata, Ichiro Ito    | 3:59  |    |    |    |    |    |    |
| 4.    | Shiawase no Fûkei (しあわせの風景) (du 25e single)            | Kazuhito Kikuchi / Ichiro Ito, Masafumi Nakao | 5:07  |    |    |    |    |    |    |
| 5.    | Country Road (country road)                                   | Ichiro Ito / Akira Murata, Ichiro Ito         | 4:42  |    |    |    |    |    |    |
| 6.    | Ichinichi no Hajimari ni... (一日の始まりに…) (du 25e single) | Hikari / ELT, Hikari                          | 4:43  |    |    |    |    |    |    |
| 7.    | Life Cycle (life cycle)                                       | Hikari / Hikari, Ichiro Ito                   | 4:05  |    |    |    |    |    |    |
| 8.    | Ura urara (うらうらら)                                        | Kaori Mochida / Akira Murata, ELT             | 4:09  |    |    |    |    |    |    |
| 9.    | Mata Ashita (また あした) (25e single)                        | Hideyuki Obata / ELT, Tomoji Sogawa           | 5:00  |    |    |    |    |    |    |
| 10.   | Interluido ~ Meridiana (instrumental)                         | Ichiro Ito / Yasunari Nakamura, Ichiro Ito    | 1:39  |    |    |    |    |    |    |
| 11.   | Samidare (五月雨) (suivi d'un titre caché : Sleepy Time Dog)  | Kunio Tago / Ichiro Ito, Masafumi Nakao       | 7:48  |    |    |    |    |    |    |
| 50:41 |                                                               |                                               |       |    |    |    |    |    |    |

| 1. | "Commonplace" Photo Session Scene | Making of           |  |
| 2. | Time Goes By (20031224 Version)   | Interprétation live |  |